# 19 př. n. l.

## Narození
- ? – Velleius Paterculus, římský historik a úředník († 30 n. l.)

## Úmrtí
- (nebo 18 př. n. l.) Albius Tibullus, římský básník (* okolo 54 př. n. l.)

## Hlavy států
- Římské impérium – Augustus (27 př. n. l. – 14)
- Parthská říše – Fraatés IV. (38 – 2 př. n. l.)
- Čína – Čcheng-ti (dynastie Západní Chan)